# Hartl
Hartl è un comune austriaco di 2 108 abitanti nel distretto di Hartberg-Fürstenfeld, in Stiria. Il 1º gennaio 2015 ha inglobato i comuni soppressi di Großhart e Tiefenbach bei Kaindorf.